# Hlavenec (zámek)
Lovecký zámek Hlavenec stojí na vyvýšenině nad obcí Hlavenec, v okrese Praha-východ.

## Historie
Na začátku 16. století došlo na vyvýšenině nad obcí k výstavbě budovy, která sloužila jako sídlo lesní a lovčí správy panství Brandýs. V roce 1547 se panství dostalo do rukou krále. Budova tak sloužila pro ubytování fořtmistra a to do roku 1582, kdy ji Rudolf II. nechal přestavět na lovecký zámeček. Po Rudolfově smrti však nebyl využíván a docházelo k jeho chátrání. V roce 1651 je zmiňován jako prázdný a usazuje se v něm nově jmenovaný lesník jeho milosti císaře na panství Brandýském Karel Haugvic z Biskupic s rodinou. V roce 1725 došlo k jeho úpravě na sýpku. Další přestavby se dočkal v roce 1882, kdy byl upraven na hájovnu. Ve 30. letech 20. století prošel další přestavbou a fungoval zde hotel Hubertus. Po roce 1949 docházelo k častému střídání využití objektu – dělnická škola, sídlo vojenského útvaru vnitřní policie, domov důchodců, internát Zemědělské školy (později Hospodyňské školy) a internát Střední průmyslové školy z Mladé Boleslavi. V roce 1999 jej získal soukromý majitel, který začal s rekonstrukcí zámečku, ale ta nebyla dokončena. V roce 2018 jej koupil nový majitel, který pracuje na celkové rekonstrukci objektu.

## Dostupnost
Obcí a pod zámkem prochází červeně značená turistická trasa od Lhoty na Čtyři kameny a Podbrahy, přičemž v centru obce z ní ještě vede odbočka k pomníku císaře Karla VI.